# Trinh nữ nhám
Trinh nữ nhám (danh pháp khoa học: Mimosa scabrella) là một loài thực vật có hoa trong họ Đậu. Loài này được Benth. miêu tả khoa học đầu tiên.

## Hình ảnh

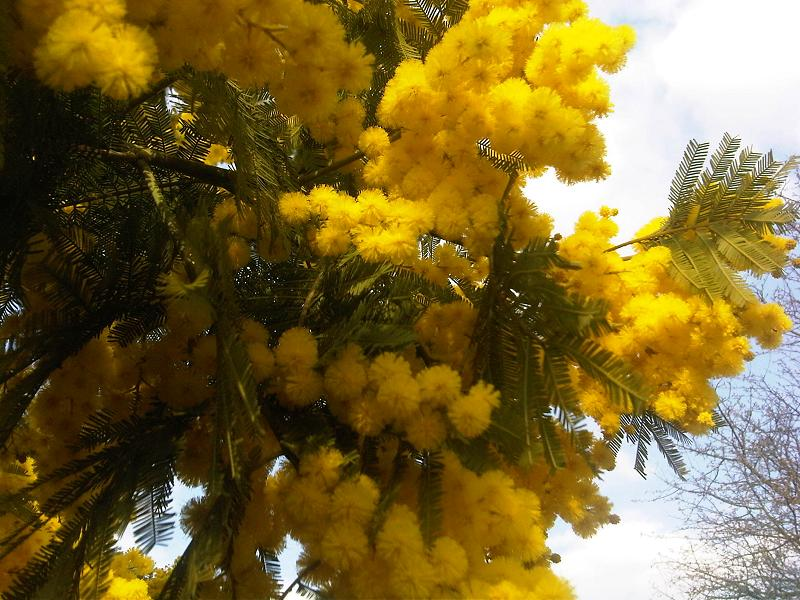